# (73341) 2002 JX114
(73341) 2002 JX114 – planetoida z pasa głównego asteroid okrążająca Słońce w ciągu 4,12 lat w średniej odległości 2,57 j.a. Odkryta 13 maja 2002 roku.